# Charlie Murphy

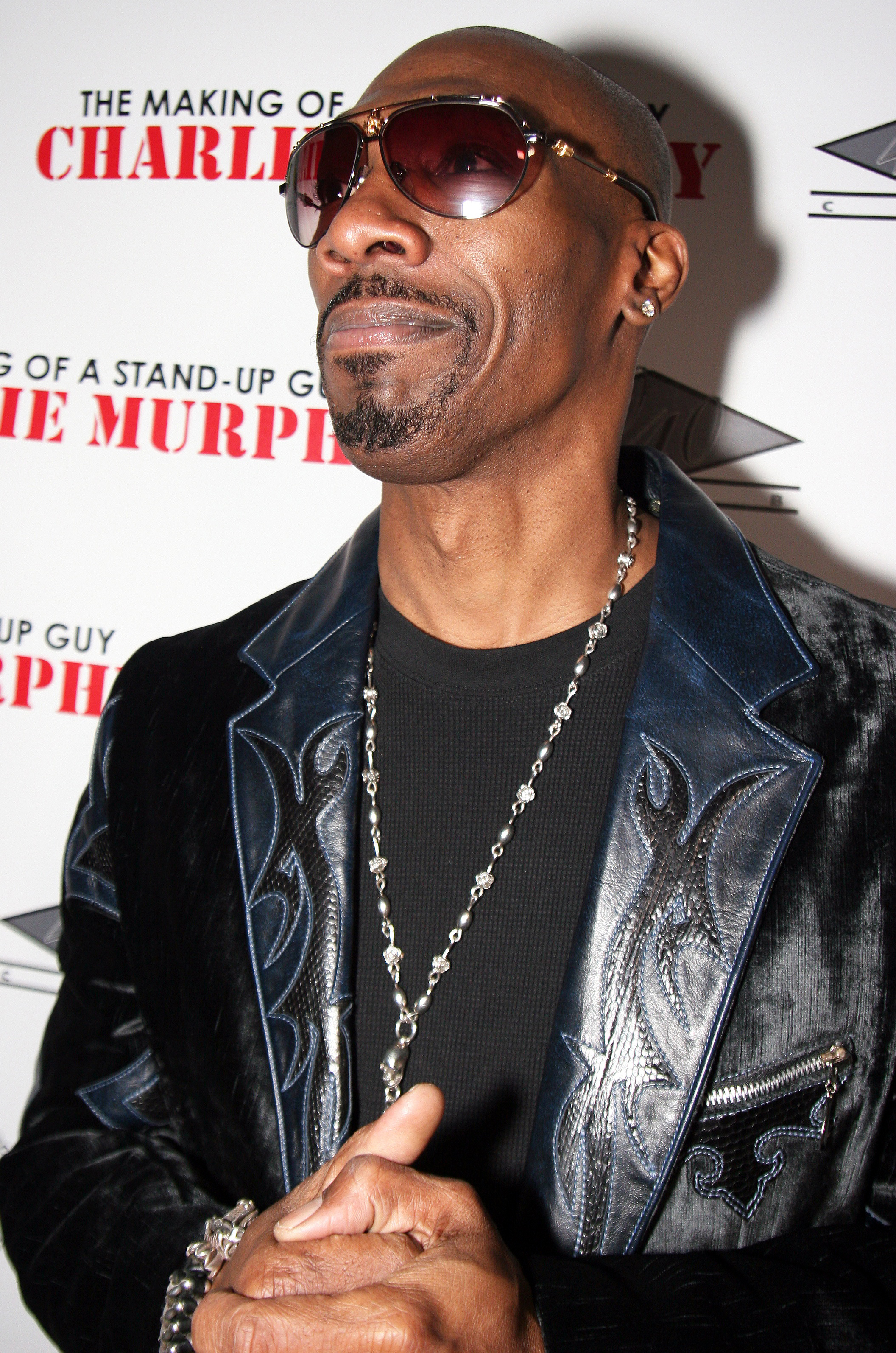
Charlie Murphy

Charles Quinton "Charlie" Murphy (Brooklyn (New York), 12 juli 1959 – New York, 12 april 2017) was een Amerikaans acteur en komiek. 
Murphy speelde onder meer in Harlem Nights, CB4, Night at the Museum en de komedieserie Chappelle's Show. Hij sprak de stem van Jizzy B. in uit de videogame Grand Theft Auto: San Andreas.
Hij was de oudere broer van Eddie Murphy. Hij overleed aan leukemie op 57-jarige leeftijd.